# Steele (Alabama)
Steele é uma cidade  localizada no estado americano de Alabama, no Condado de St. Clair.

## Demografia
Segundo o censo americano de 2000, a sua população era de 1093 habitantes.
Em 2006, foi estimada uma população de 1175, um aumento de 82 (7.5%).

## Geografia
De acordo com o United States Census Bureau, a localidade tem uma área de 16,9 km², sem área coberta por água. Steele localiza-se a aproximadamente 160 m acima do nível do mar.

## Localidades na vizinhança
O diagrama seguinte representa as localidades num raio de 16 km ao redor de Steele.